# George Willem Belgicus van Nassau-Weilburg

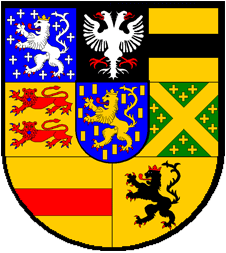
Het wapen van George Willem Belgicus van Nassau-Weilburg

George Willem Belgicus van Nassau-Weilburg (Den Haag, 18 december 1760 - Paleis Honselaarsdijk, 27 mei 1762), was de oudste zoon van vorst Karel Christiaan van Nassau-Weilburg en prinses Carolina van Oranje-Nassau, dochter van prins Willem IV van Oranje-Nassau en prinses Anna van Hannover.
George Willem Belgicus was vanaf zijn geboorte erfprins van het vorstendom Nassau-Weilburg. Hij werd op 13 januari 1761 gedoopt in de Grote Kerk te Den Haag. Omdat hij mogelijk erfgenaam van het erfstadhouderschap in de Republiek was, werd hij gereformeerd gedoopt. De Staten-Generaal aanvaarden het peterschap, gaven hun petekind de naam Belgicus en schonken hem als pillegift een lijfpensioen van 4 duysent gulden 's jaars in een gouden doos ter waarde van 4000 silveren ducaten. Hij overleed toen hij nog geen anderhalf jaar oud was. Zijn stoffelijk overschot werd op 1 juli 1762 bijgezet in de Grafkelder van Oranje-Nassau in de Nieuwe Kerk te Delft.